# Висхер, Клас Янсон
Клас Янсон Висхер (Клаас Янс Вишер, Николас Иоаннем Фишер; нидерл. Claes Janszoon Visscher; более известный под латинизированным именем Николас Иоаннес Пискатор, лат. Nicolaus Johannis Piscator; 1587, Амстердам — 19 июня 1652, Амстердам)) — голландский рисовальщик и гравёр, картограф и издатель гравюр, основатель издательского дома Пискаторов.

## Биография

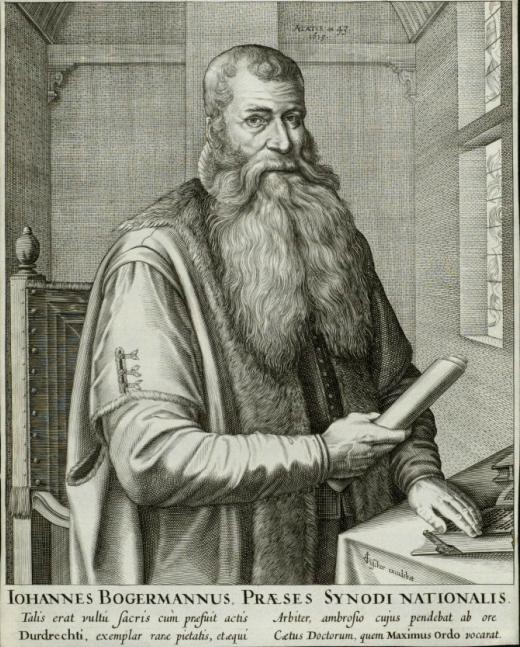
Офорт Йоханеса Богермана работы Висхера

Клас Янсон Висхер был сыном корабельного плотника Яна Класа Висхера (Фишера). Около 1608 года он переехал жить в дом Оп де Кольк. Его художественные учителя неизвестны, но на основании стилевых аналогий предполагается, что он мог быть учеником Дaвида Винкбонса. В 1611 году он купил дом на улице Калверстрат в Амстердаме.
Псевдоним мастера основывается на игре слов: (нидерл. visser — рыбак); лат. piscator — рыбак). Висхер-Пискатор прославился своими так называемыми «историческими гравюрами» с типичными голландскими пейзажами и батальными сценами. Он также опубликовал несколько географических атласов и около двухсот отдельных офортов. Одним из наиболее впечатляющих примеров является издание «Профиль Амстердама» (Profiel van Amsterdam) 1611 года снабжённое гравюрами и текстами.
С 1620 года Висхер составлял географические карты отдельных стран. Для своего первого атласа «Бельгия и Нижняя Германия» 1634 года Висхер использовал гравюрные медные доски от издания атласа «Нижняя Германия» Ван дер Кира (van den Keeres) 1617 года, которые он приобрёл в 1623 году. Помимо карт Ван дер Кира, этот атлас содержал серию военных карт в орнаментальном обрамлении. Этот атлас переиздавался в 1637 и 1645 годах.
Другой атлас Висхера «Контрактарные географические карты» (Tabularum Geographicarum Contractarum) 1649 года. Многие карты, опубликованные Висхером, были награвированы Авраамом Гусом. Наиболее известное издание: «Библия Пискатора» (лат. Theatrum Biblicum, 1650). Пять сотен резцовых гравюр на меди этого издания были изготовлены по рисункам фламандских и голландских мастеров предшествующего поколения.
Это издание было необычайно популярно именно из-за своих иллюстраций, которые служили в качестве иконографических источников для многих живописцев, гравёров, художников-декораторов, в том числе и русских стенописцев Костромы, Ярославля и Москвы. В Москву «Библию Пискатора» привозили голландские торговцы. Уже в 1653 году она была знакома русским художникам. Сотни образов, почерпнутых изографами из Библии Пискатора, украсили стены храмов по всей центральной России, от Московского Кремля до Троицкого монастыря, — везде, где работали художники верхневолжского круга.
Альбом переиздавался Пискаторами шесть раз. В России он распространялся со стихотворными славянскими подписями. Помимо России, «Лицевая Библия» пользовалась популярностью и в других странах Восточной Европы.
Клас Янсон Висхер был родственником картографа и издателя Йодока Хондиуса, на дочери которого он женился. Он умер в 1652 году и был похоронен в Капелле Ньювезейдс в Амстердаме. После его смерти его сын Николас (Клас) Висхер (Фишер) Первый (1618—1679) взял на себя управление издательством, которое просуществовало до первой половины XVIII века. Семейное дело продолжал внук Николас Висхер Второй (1649—1702). Помимо издания Библии, Николас Висхер Второй публиковал в основном пейзажи, портреты и географические карты. Он также был издателем гравюр Эсайас ван де Велде и Давида Винкбонса, оказал большое влияние на живописца и гравёра Руланта Рогмана и его сестру Гертруд. После смерти Николаса Второго семейным предприятием до 1726 года руководила его вдова. Основную часть продукции в это время составляли репринты изданий предыдущего столетия.

## Галерея

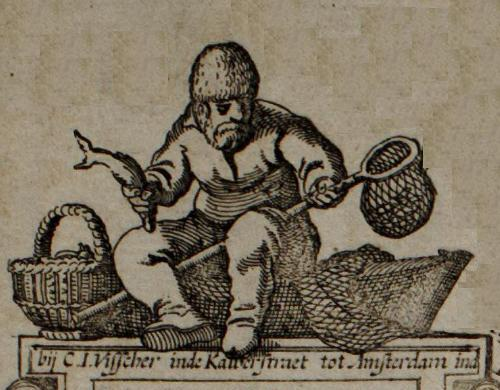
Эмблема издательства Фишеров. Деталь карты Нидерландов и окрестностей 1630 года. Амстердам
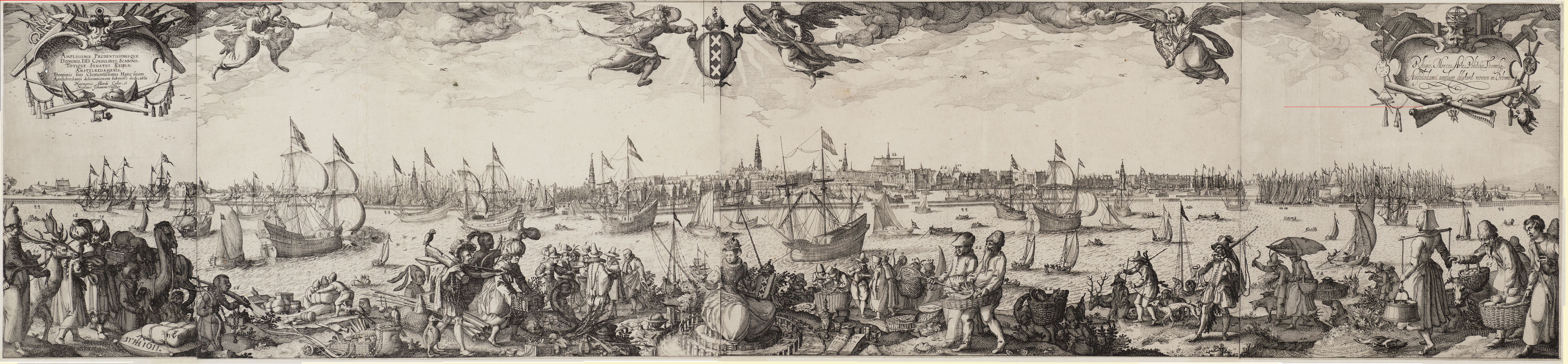
Панорама города Амстердама. 1611
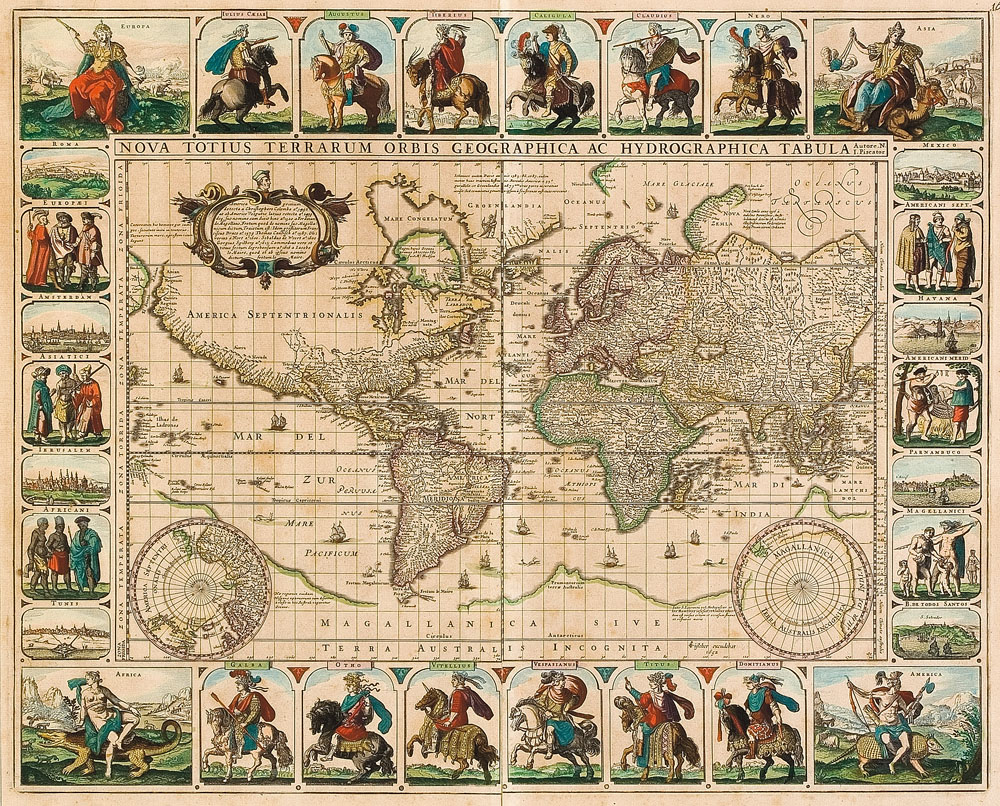
Новый географический и гидрографический мир всей Земли (Nova Totius Terrarum Orbis Geographica Ac Hydrographica). 1652
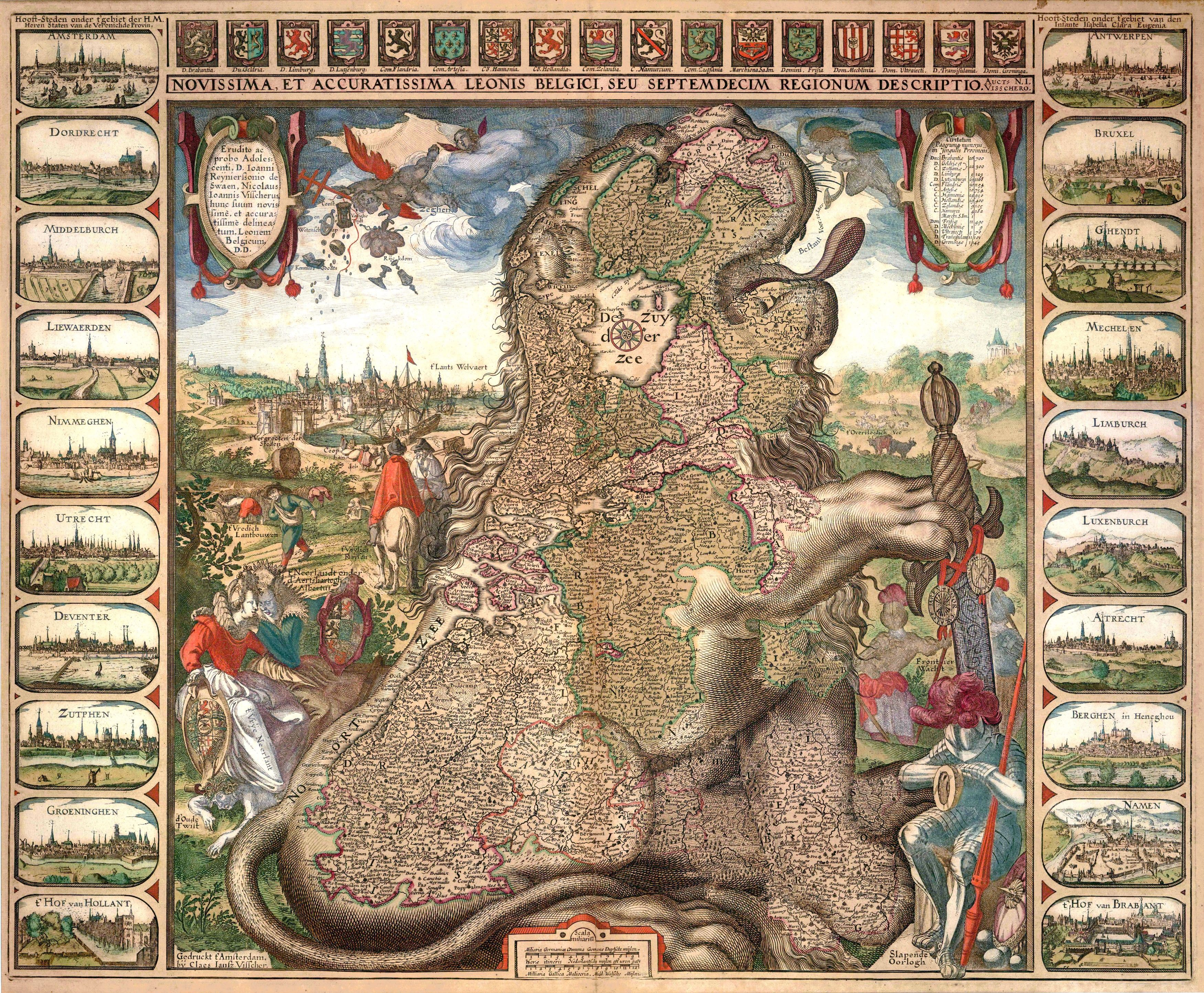
Лев Бельгийский. 1611
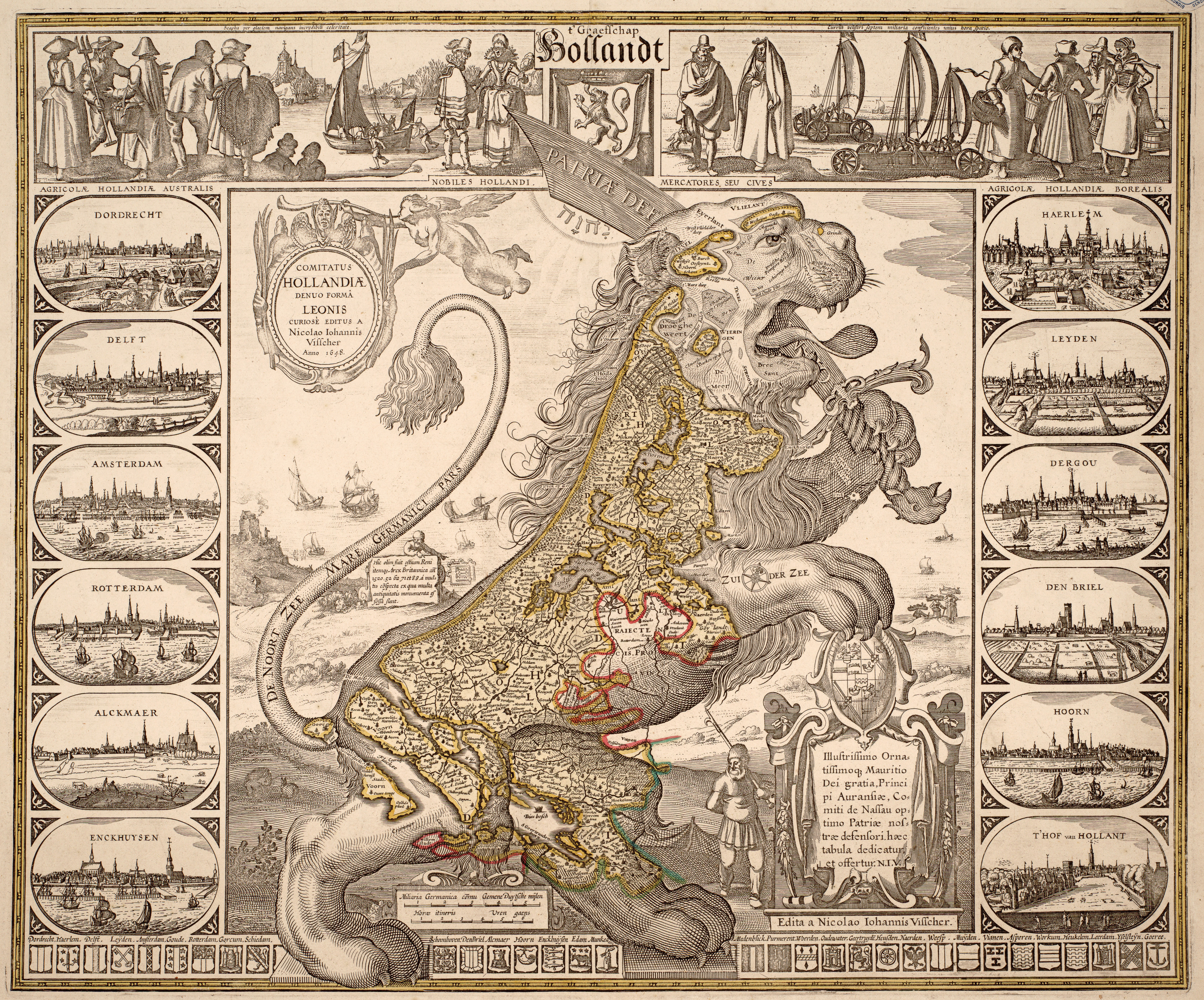
Лев Голландский. 1648
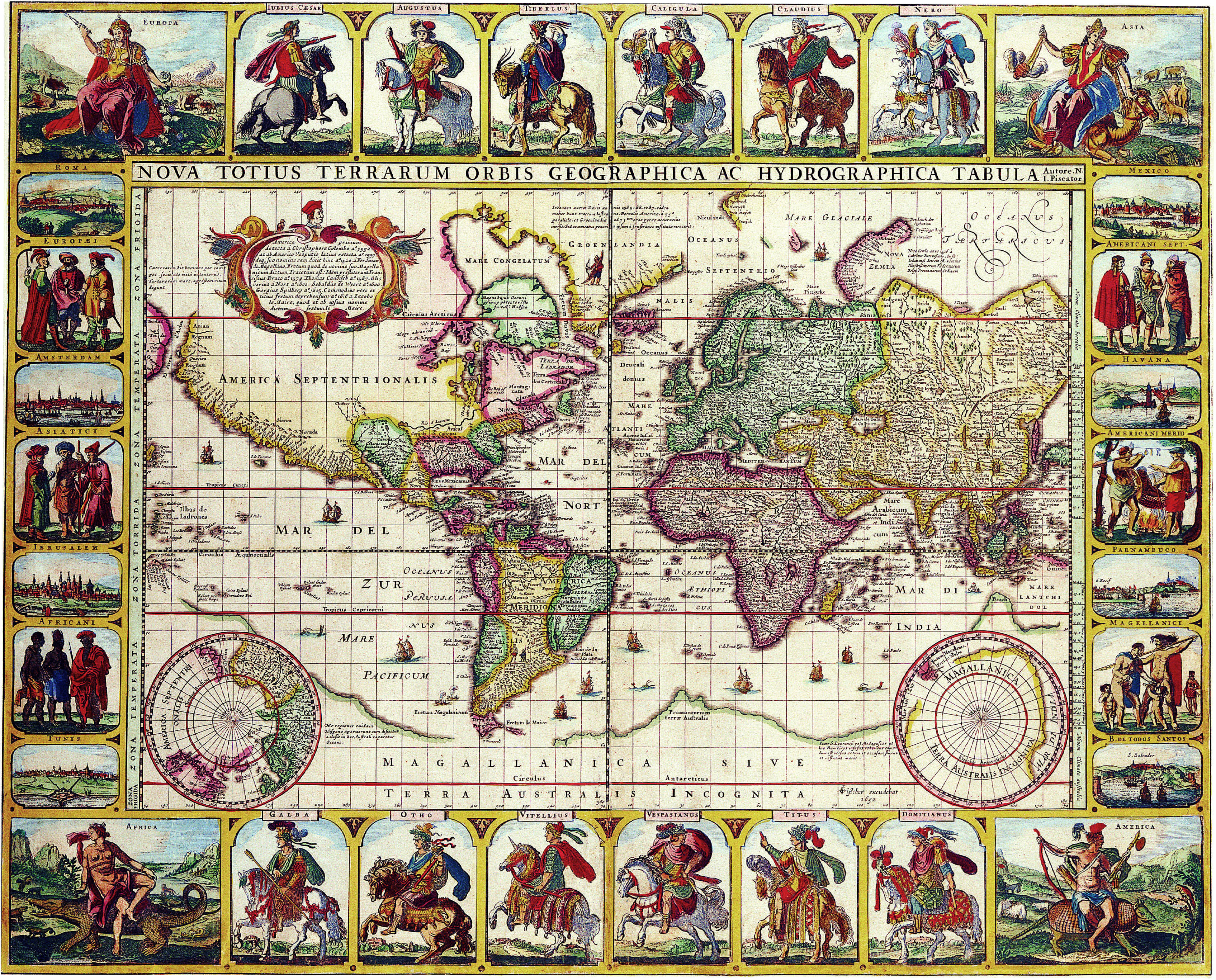
Карта мира. Новый географический и гидрографический мир всей Земли. 1652
Карта города Парижа. 1618